# El Vato

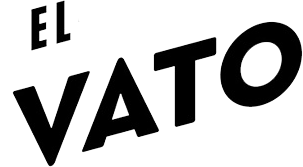
Logotipo El Vato

El Vato é uma série de televisão biográfica estadunidense criada pela Endemol Shine International e Boomdog Films para a NBC Universo. A trama se concentra na história do cantor mexicano El Vato e seus amigos em sua tentativa de triunfar no traiçoeiro e sedutor mundo musical de Los Angeles, Califórnia.

## Elenco
- El Dasa como Miguel Cisneros / El Vato
- Cristina Rodlo como Mariana Gaxiola
- Gustavo Egelhaaf como El Pollo
- Ricardo Polanco como Brandon
- Itatí Cantoral como Wendy Lozada
- Mauricio Martínez como Marcos Gutiérrez
- Arcelia Ramírez como Doña Eli
- Mónica Dionne como Jackie
- Patricio Sebastián como El Vato criança
- Leonardo Daniel como Emiliano Galeana
- Alejandro Calva como Don Jesús "Chucho" Durán
- José María de Tavira como Rogelio Galeana
- Luz Ramos como Roxana Sotomayor
- Ana Bárbara como ela mesma
- Paty Cantú como ela mesma
- Antonio de la Vega como Leandro León
- Sebastián Ferrat como Filiberto Cisneros
- Mauricio Isaac como Germán Lozada
- Giancarlo Vidrio como Joey
- Horacio Castelo como Daniel "Lolo" Lozada

## Episódios
| Temporada | Temporada | Episódios | Episódios | Originalmente exibido | Originalmente exibido  |
| Temporada | Temporada | Episódios | Episódios | Estreia da temporada  | Final da temporada     |
| --------- | --------- | --------- | --------- | --------------------- | ---------------------- |
|           | 1         | 10        | 10        | 17 de abril de 2016   | 19 de junho de 2016    |
|           | 2         | 13        | 13        | 27 de agosto de 2017  | 26 de novembro de 2017 |

## Prêmios e indicações
| Ano  | Prêmio                         | Categoria                                      | Indicação | Resutado |
| ---- | ------------------------------ | ---------------------------------------------- | --------- | -------- |
| 2018 | 46th International Emmy Awards | Melhor Programa não anglófono do Horário Nobre | El Vato   | Venceu   |